# Поява (фільм)
«Поява» (англ. Showing Up) — художній фільм американського режисера Келлі Райхардт, прем'єра якого відбулася 27 травня 2022 на Каннському кінофестивалі. Картина брала участь в основному конкурсі та претендувала на «Золоту пальмову гілку». Головну роль у ній відіграла Мішель Вільямс.

## Сюжет
Скульптор, який готується до відкриття нової виставки, повинен збалансувати своє творче життя та особисте життя зі щоденними драмами у родинному колі.

## В ролях
- Мішель Вільямс — Ліззі Карр
- Хонг Чау — Джо Тран
- Джадд Хірш — Білл
- Джон Магаро — Шон Карр
- Андре Бенджамін — Ерік
- Аманда Пламмер — Дороті
- Джеймс Легро — Айра

## Виробництво та прем'єра
Прем'єра фільму відбулася у травні 2022 року на Каннському кінофестивалі в рамках основної програми.